# Värnamo (comune)
Värnamo è un comune svedese di 32 822 abitanti, situato nella contea di Jönköping. Il suo capoluogo è la cittadina omonima.

## Geografia antropica
Nel territorio comunale sono comprese le seguenti aree urbane (tätort):
| # | Località | Popolazione |
| - | -------- | ----------- |
| 1 | Värnamo  | 18.469      |
| 2 | Rydaholm | 1.554       |
| 3 | Forsheda | 1.486       |
| 4 | Bredaryd | 1.440       |
| 5 | Bor      | 1.333       |
| 6 | Horda    | 364         |
| 7 | Lanna    | 349         |
| 8 | Kärda    | 309         |
| 9 | Hånger   | 305         |